# Philicus ochreoguttatus
Philicus ochreoguttatus là một loài bọ cánh cứng trong họ Cerambycidae.